# آيت عبد الله (آيت سبع لجروف)
آيت عبد الله هي إحدى مشيخات المملكة المغربية، تتبع جغرافيا لإقليم صفرو وإداريًا لآيت سبع لجروف. يقدر عدد سكانها بـ 16288 نسمة حسب الإحصاء الرسمي للسكان والسكنى لسنة 2004.